# Scheich Abd el-Qurna

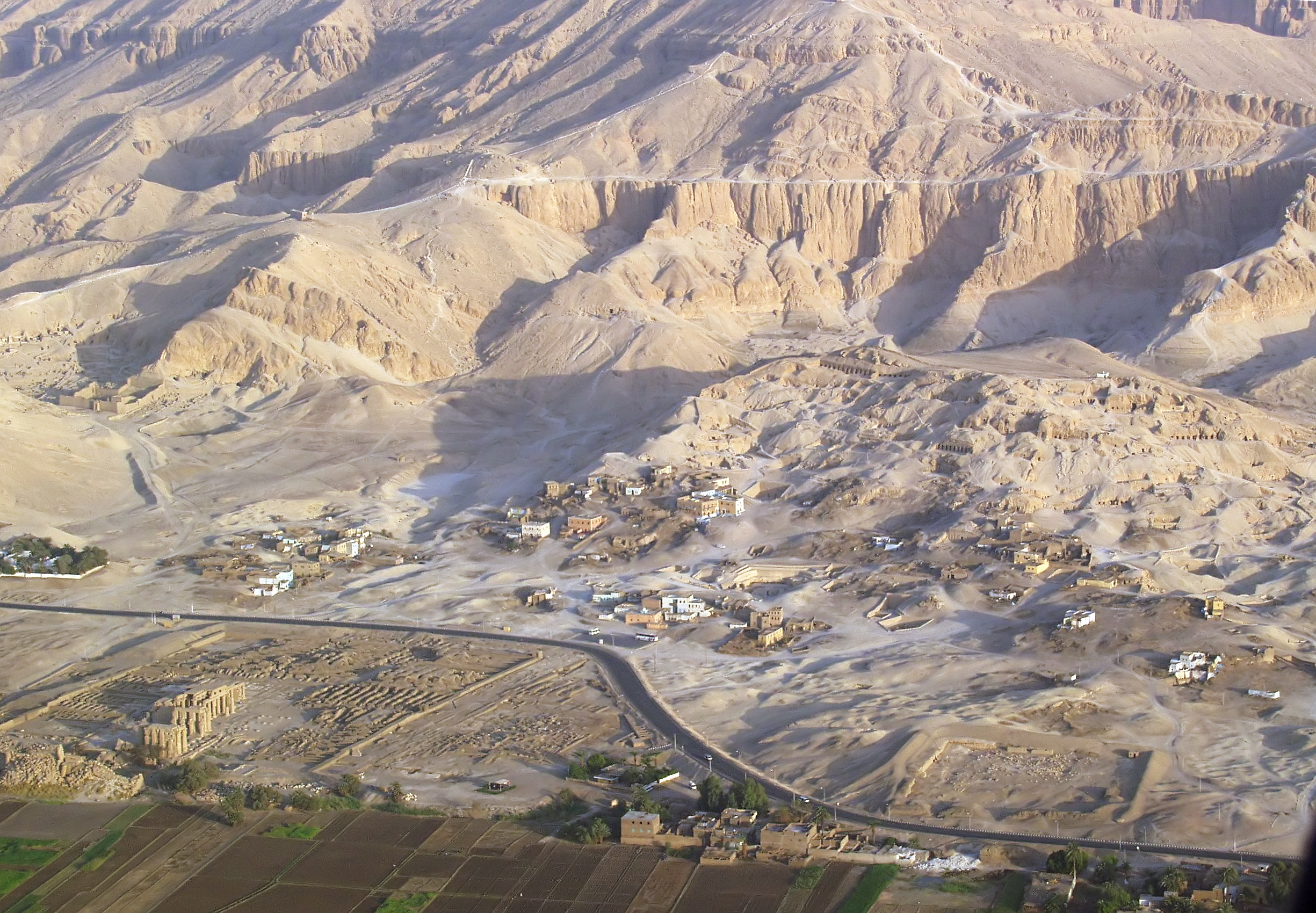
Luftaufnahme von Scheich Abd el-Qurna (2008)

Scheich Abd el-Qurna (arabisch شيخ عبد القرنة Schaich Abd al-Qurna; kurz: القرنة, DMG al-Qurna) ist ein Dorf in Ägypten am westlichen Nilufer, gegenüber von Luxor. Es wurde am Fuß der Thebanischen Berge, direkt über dem altägyptischen Gräberfeld von Theben-West, errichtet.

## Geschichte von el-Qurna

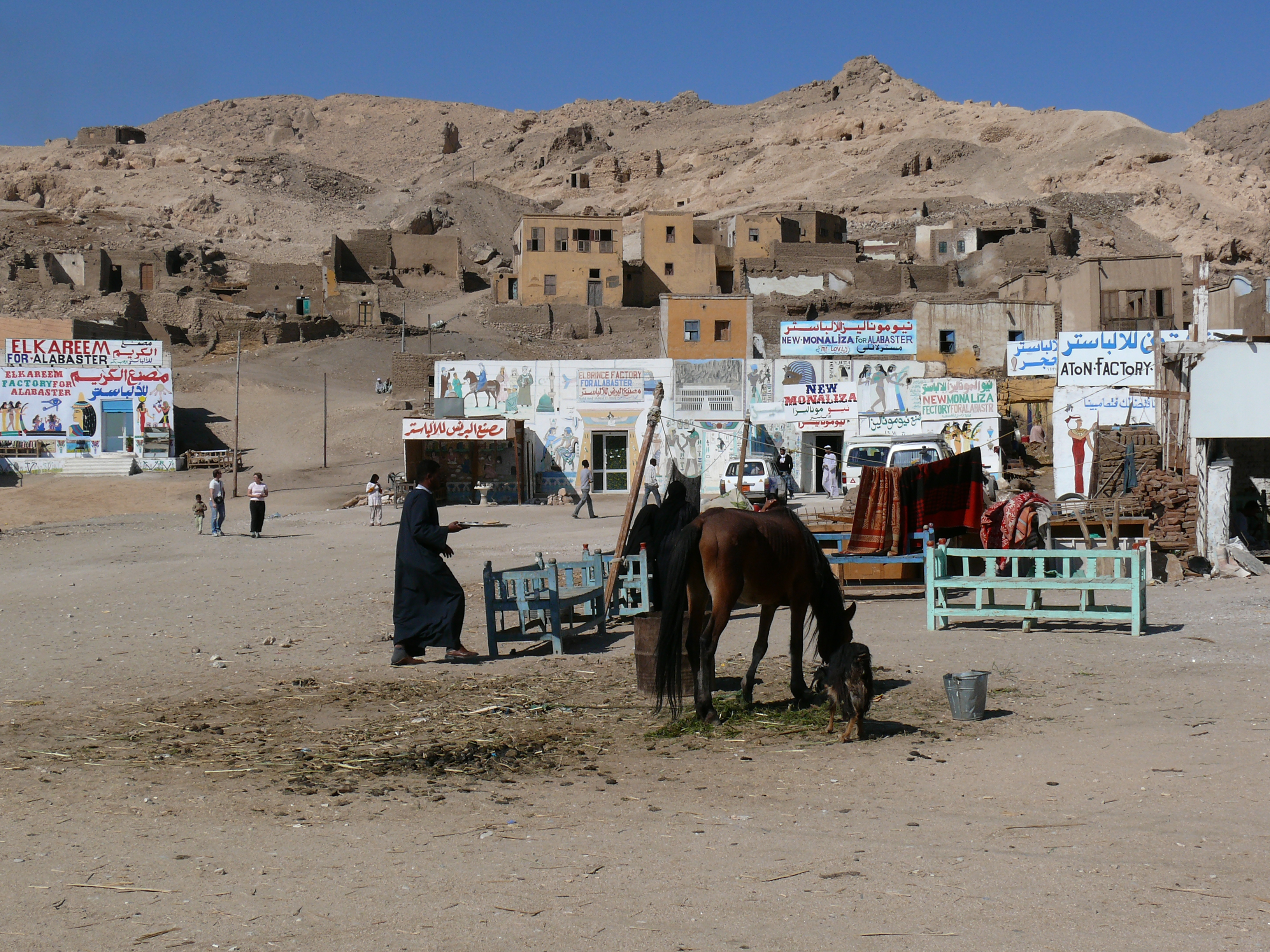
el-Qurna (2006)

Scheich Abd el-Qurna gilt seit langem als Dorf von Grabräubern. Viele seiner Häuser sollen über verborgene Zugänge zu Felsgräbern aus der altägyptischen Königszeit (Pharaonen) verfügen. Einige Familien des Dorfes – die bekanntesten sind die Familie und Nachkommen des Grabräubers und Antiquitätenhändlers Ali Abd ar-Rasul – leben seit Jahrhunderten vom teils legalen, teils illegalen Handel mit altägyptischen Artefakten, aber auch von der Tätigkeit als Führer von Touristen und Archäologen. Einwohner von Scheich Abd el-Qurna waren auch an der Entdeckung des Grabes von Tutanchamun (KV62) durch Howard Carter beteiligt.

## Abriss und Neugründung
Bereits 1946 bis 1952 baute die Ägyptische Antikenverwaltung durch den Architekten Hassan Fathy die neue Siedlung al-Qurna al-Dschadīda, in die die Bewohner wegen der Grabräuberei umgesiedelt werden sollten. Die Bewohner weigerten sich jedoch und das Projekt scheiterte.
Um illegale Raubgrabungen zu verhindern, siedelte man die Bewohner zwischen 2006 und 2008 zwangsweise in das neue, nordöstlich gelegene Dorf al-Qurna al-Dschadīda um, welches denselben Namen trägt, wie die gescheiterte Siedlung von 1952. Durch den Abriss der alten Häuser wurden unter der Leitung von Zahi Hawass im Zuge dieser vom Supreme Council of Antiquities durchgeführten Maßnahmen die alten  Wandmalereien auf den Fassaden und in den Innenräumen der Häuser von Scheich Abd el-Qurna zerstört.

## Galerie

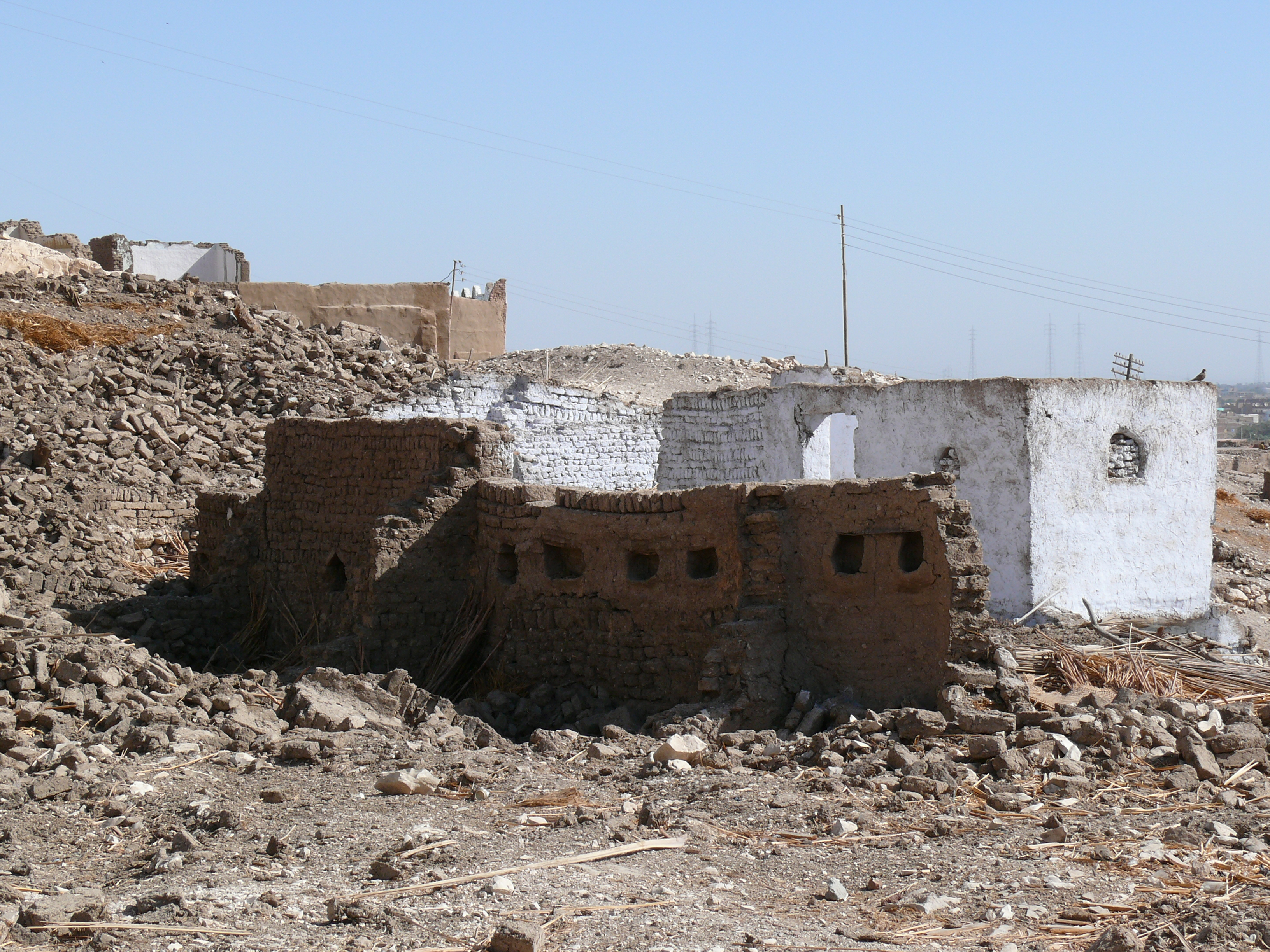
Was von den „Räumlichkeiten“ übrig blieb.
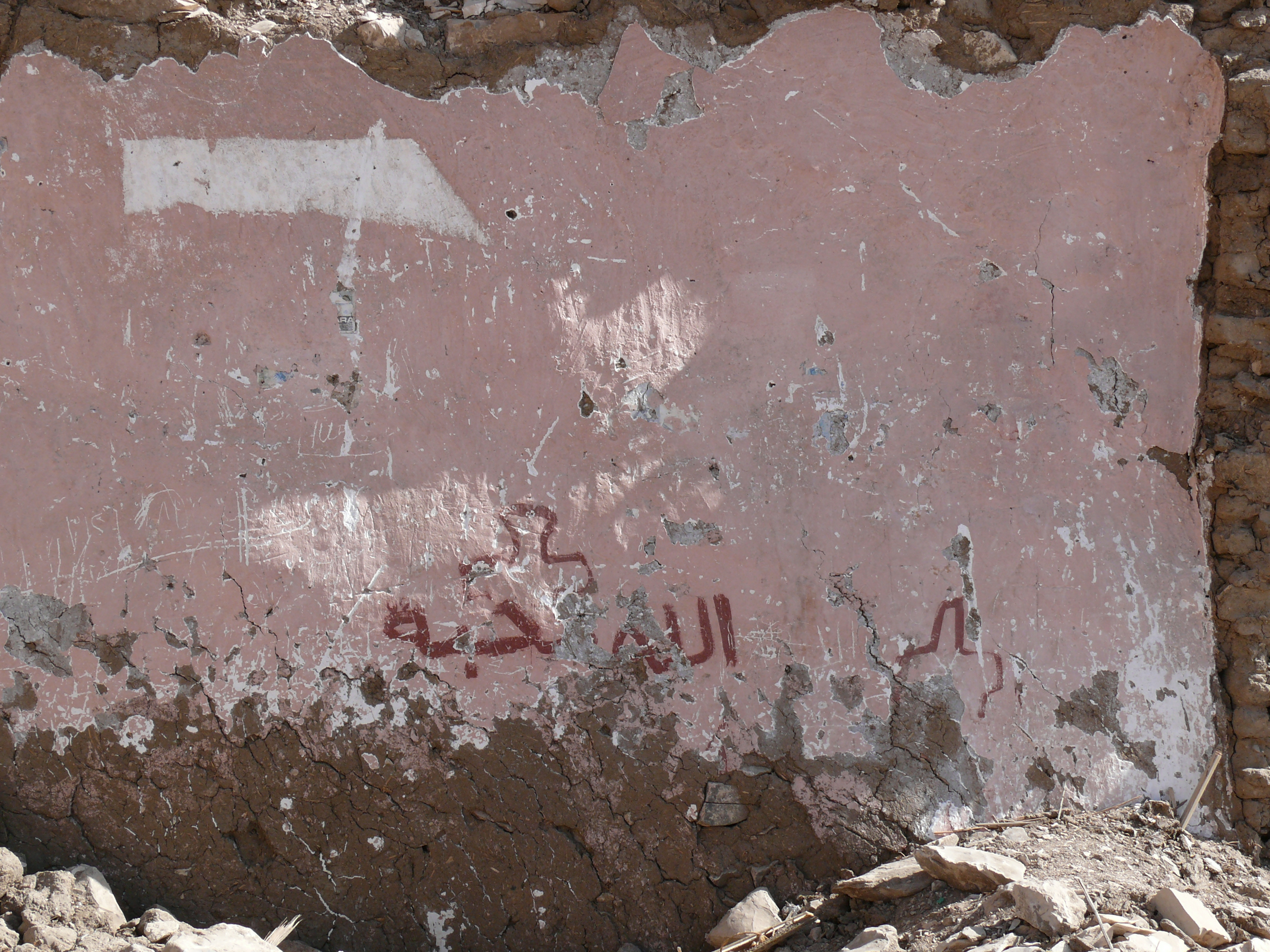
Im Innenraum eines zerstörten Hauses mit der Aufschrift: „Gott (Allah) ist Liebe“.
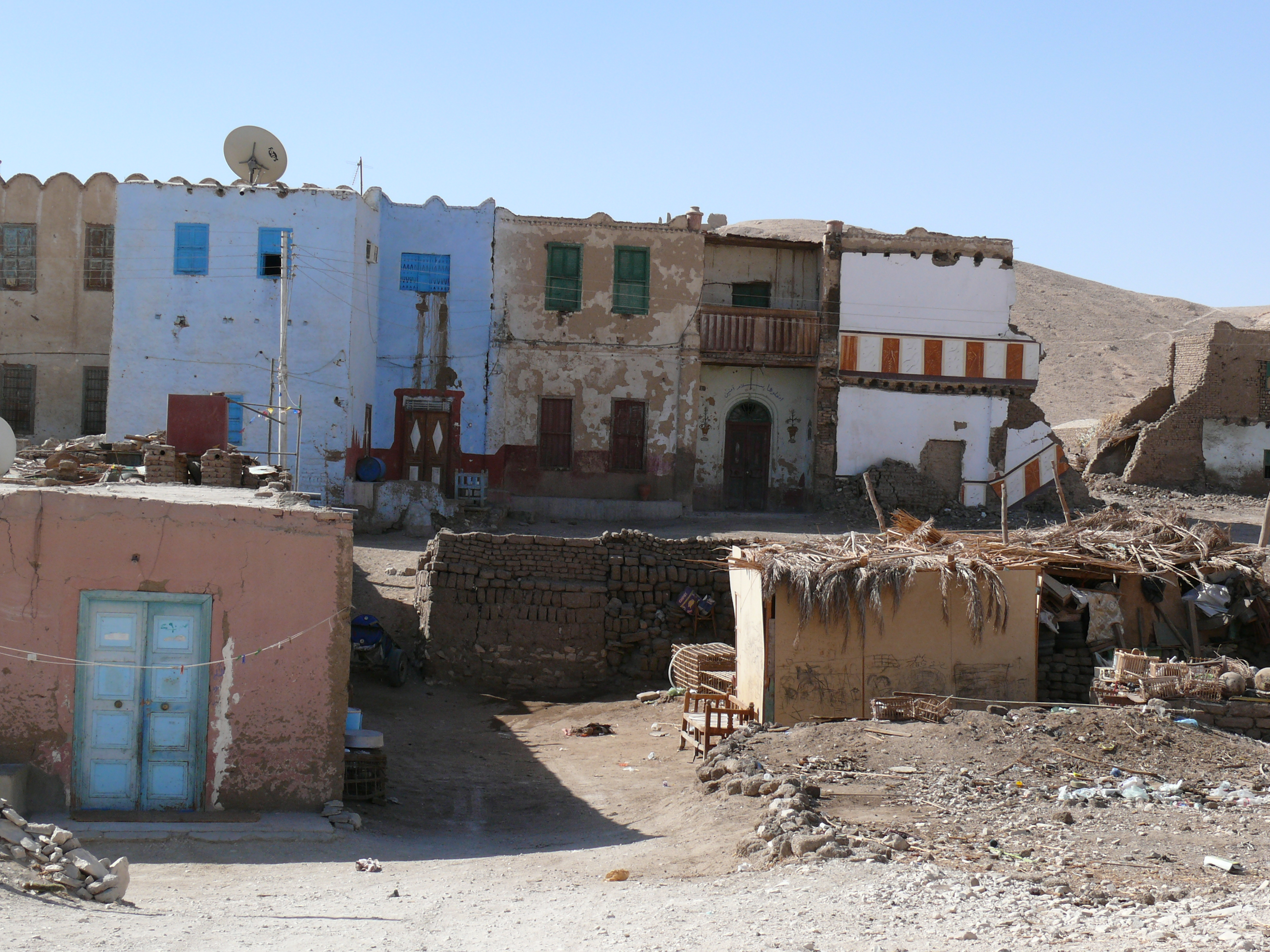
Das verlassene Haus der Familie Ahmad der „Grabräuberdynastie“ von asch-Schaich 'Ali 'Abd ar-Rasul. Im Dezember 2006 war es noch bewohnt.
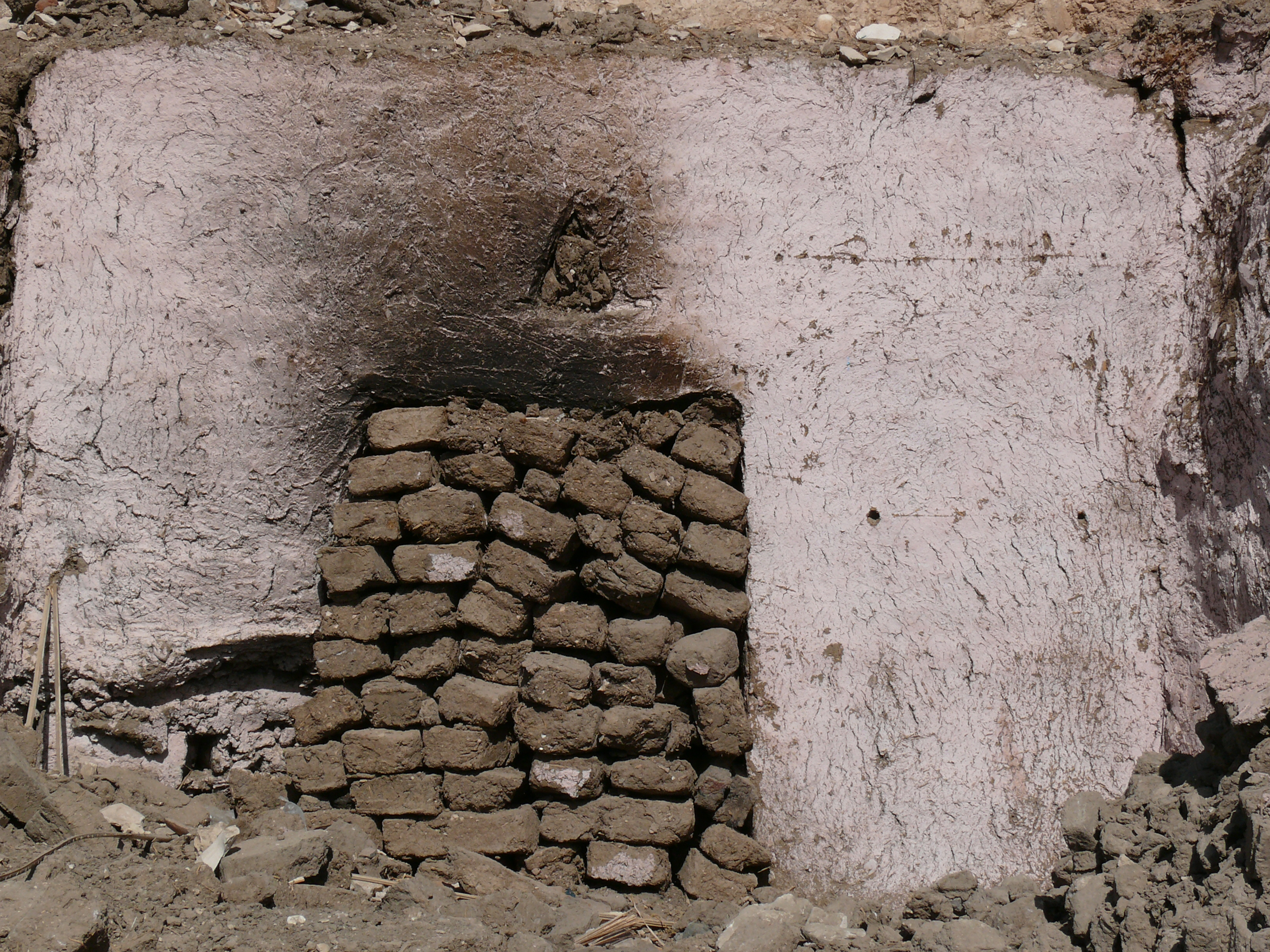
Reste eines „Backofens“ in einem zerstörten Haus. Der Ofen führte ursprünglich zu einer alt-ägyptischen Grabanlage.
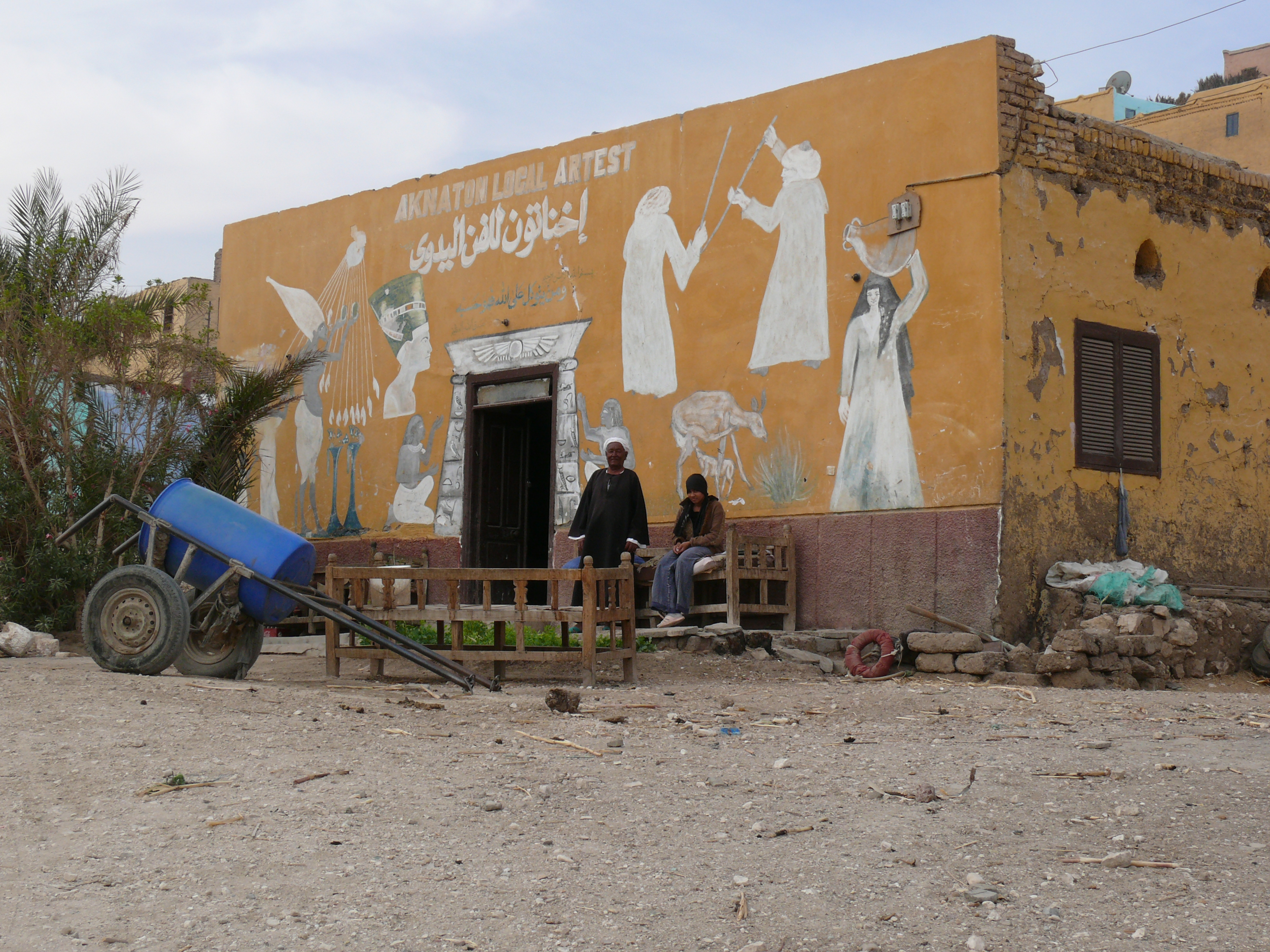
Wohnhaus und Werkstatt mit Alabasterarbeiten
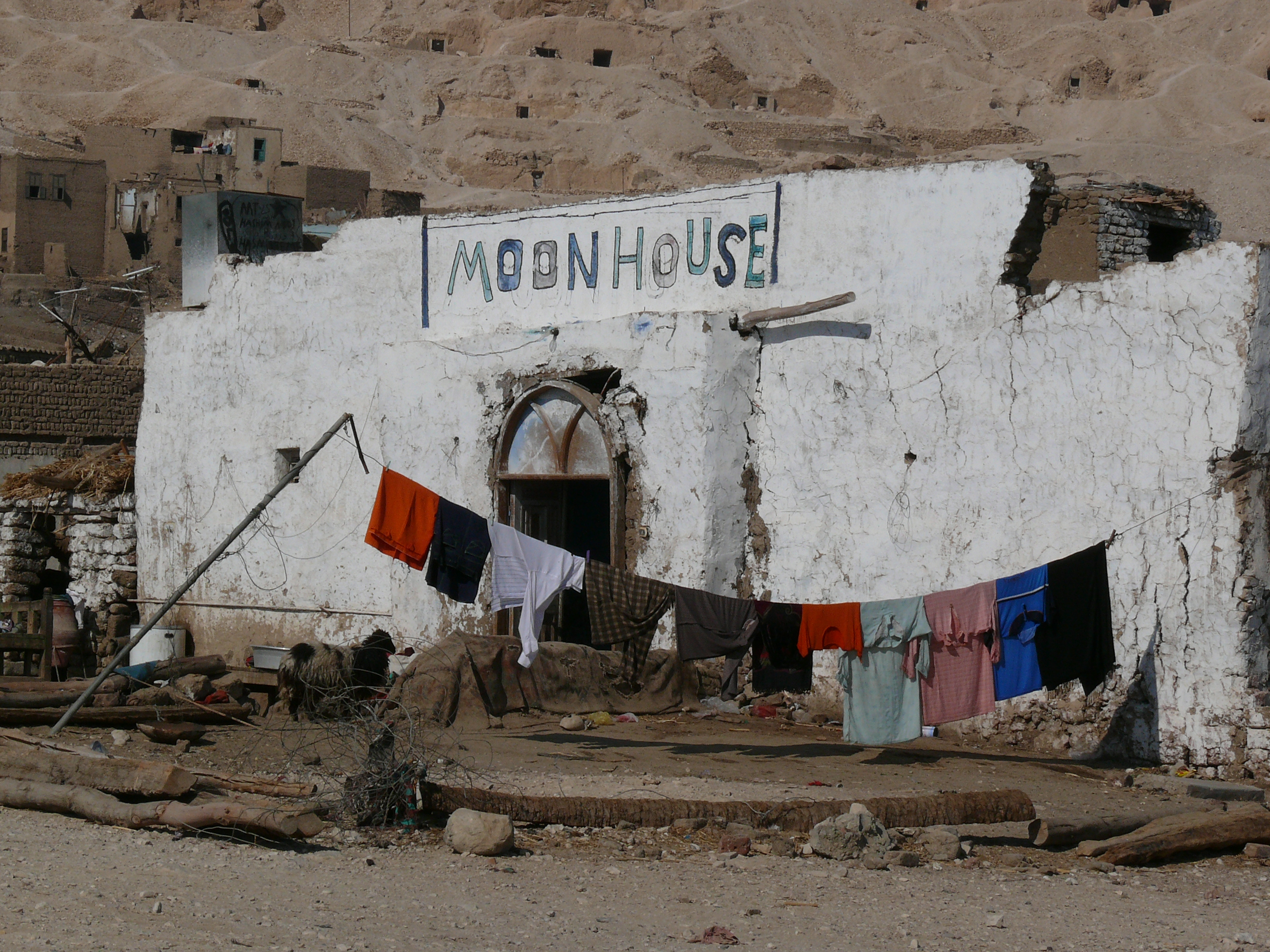
Die Aufnahme entstand im Dezember 2006. Das „Moon House“, direkt am Straßenrand, existiert nicht mehr.
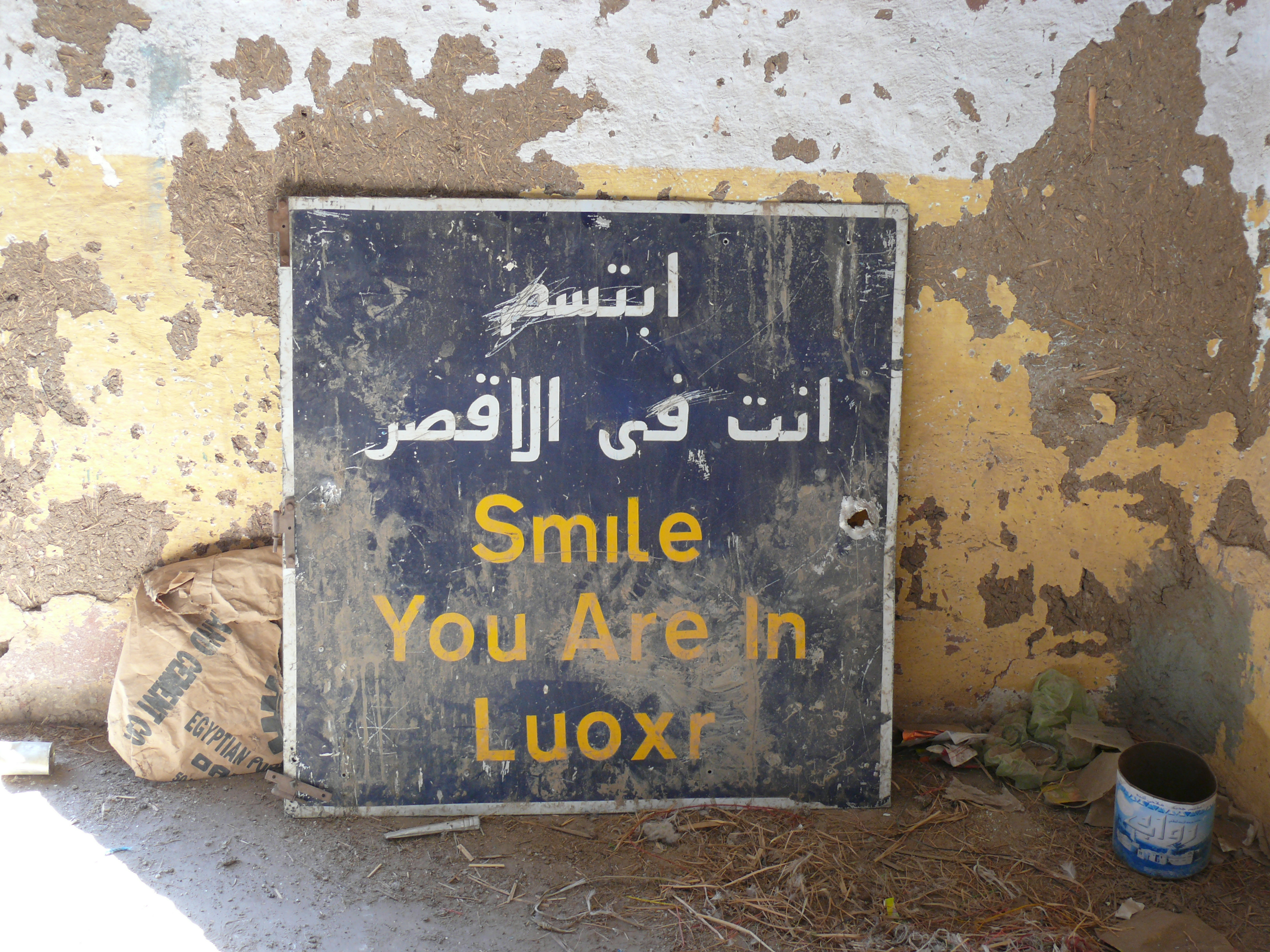
Wegweiser in einem zerstörten Haus: „Bitte lächeln. Du bist in Luxor.“